# Чока (община)

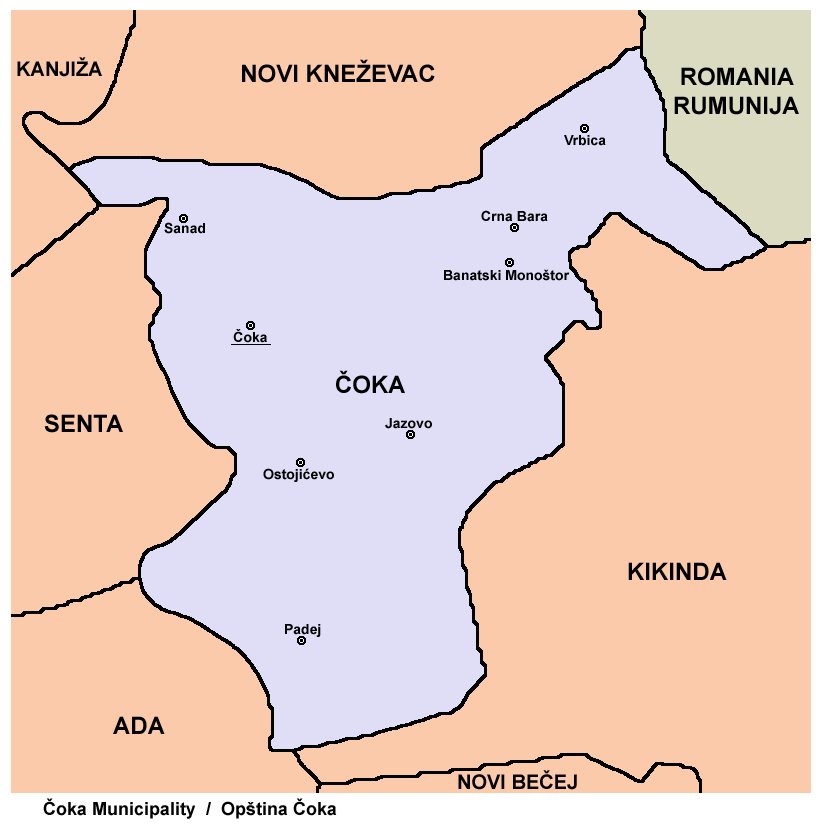

Общи́на Чо́ка (серб. Општина Чока) — община в Сербії, в складі Південно-Банатського округу автономного краю Воєводина. Адміністративний центр — містечко Чока.

## Населення
Згідно з даними перепису 2002 року в общині проживало 27 510 осіб, з них:
- угорці — 51,6%
- серби — 37,6%
- цигани — 2,4%
- югослави — 1,6%
- словаки — 1,5%

## Населені пункти
Община утворена з 8 населених пунктів (1 містечка та 7 сіл):
| № | Населений пункт     | Площа, км² | Населення, осіб (2002, перепис) |
| - | ------------------- | ---------- | ------------------------------- |
| 1 | Банатський Моноштор | 34,11      | 135                             |
| 2 | Врбиця              | 25,8       | 404                             |
| 3 | Остоїчево           | 63,6       | 2 844                           |
| 4 | Падей               | 78,3       | 2 882                           |
| 5 | Санад               | 50,4       | 1 314                           |
| 6 | Црна Бара           | 34,11      | 568                             |
| 7 | Чока2               | 49,3       | 4 707                           |
| 8 | Язово               | 28,6       | 978                             |

1 — подано разом;
2 — містечко